# 김경수 (씨름인)
김경수(1972년 10월 14일 ~ )는 前 씨름 선수이다. 1972년 10월 14일 경기도 인천시에서 태어났다. 1995년 민속씨름에 데뷔하여 2006년 은퇴할 때 까지, 천하장사 2회(1995, 1996), 지역장사 4회, 백두장사 3회 등을 포함하여 공식 대회에서 총 12번의 장사 타이틀을 거머쥐었다. 데뷔 첫 해인 1995년에는 이태현의 독주에 제동을 걸며 천하장사에 등극했고, 천하장사 2연패를 달성한 1996년에는 민속씨름 최우수선수로 선정되었다. 2004년 소속팀인 LG투자증권 씨름단이 해체된 후, 기장철마한우 씨름단과 안산시체육회에서 선수 생활을 이어가다 2006년 8월 제천 대회를 끝으로 은퇴했다. 통산 전적은 560경기에 출전해 395승 165패(승률 70.5%)를 기록했다. 씨름 선수 중에서도 특출나게 넓은 어깨와 가슴(둘레 146cm)을 지녔고, 육중한 체구에서 뿜어져 나오는 괴력을 바탕으로 '들소'라는 별명에 걸맞는 위력적인 밀어치기와 들배지기를 구사했다. 1990년대 후반~2000년대 초반 '모래판의 황태자' 이태현, '골리앗' 김영현, '봉팔이' 신봉민과 더불어 모래판 4강의 한 축을 담당했는데, 특히 이태현을 상대로는 천적이라고 해도 과언이 아닐 만큼 강한 모습을 보여줬다. 은퇴 후 약 1년 6개월 간 미국에서 유학하다 2008년 12월에 귀국한 뒤, 시흥시체육회 씨름단의 코치 겸 선수로 등록하여 2009년에 잠시 현역으로 복귀했다. 1월에 열린 설날장사 대회에만 출전하였고 8위를 차지했다.

## 학력
- 인천용일초등학교
- 인천신흥중학교
- 동양고등학교
- 인제대학교 사회체육학 학사
- 연세대학교 대학원 체육교육학 석사
- 경기대학교 대학원 체육교육학 박사

## 경력

### 씨름 경력
- LG투자증권 씨름단(1995~2004)
- 기장철마한우 씨름단(2005)
- 안산시체육회(2006)
- 시흥시체육회(2009)

모래판의 들소.